# Deutsche Filmakademie Babelsberg

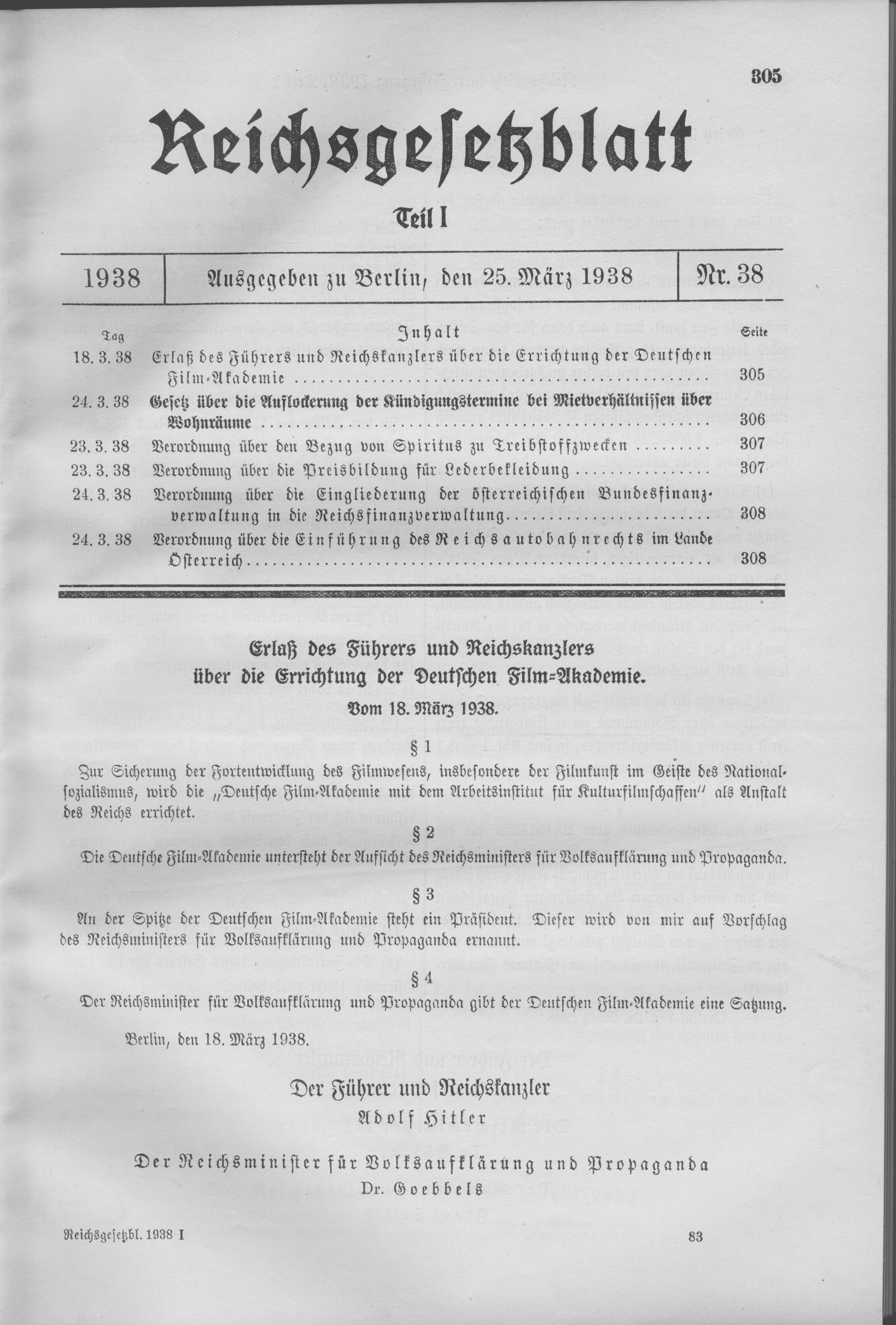
Führererlass über die Errichtung der Deutschen Film-Akademie vom 18. März 1938

Die Deutsche Filmakademie Babelsberg war die erste staatliche deutsche Ausbildungsstätte für Filmkünstler. Die Einrichtung bestand von 1938 bis 1944 in Potsdam-Babelsberg und ist nicht zu verwechseln mit der 2003 in Berlin gegründeten Deutschen Filmakademie e. V.

## Geschichte
Die auf dem Babelsberger Ufa-Gelände eingerichtete, am 4. März 1938 vom Reichsminister für Volksaufklärung und Propaganda, Joseph Goebbels, eingeweihte und vom November 1938 an schrittweise in Betrieb genommene Deutsche Filmakademie war eine Ausbildungsstätte für Filmregisseure, Drehbuchautoren, Produktionsleiter, Kameraleute und Filmarchitekten. Ausgebildet wurden auch Kostüm- und Trickfilmzeichner.
Die Akademie, die direkt der Abteilung Film des Reichsministeriums für Volksaufklärung und Propaganda unterstand, sollte Ersatz vor allem für die vielen Filmkünstler schaffen, die nach dem nationalsozialistischen Machtantritt das Land verlassen hatten oder von der Reichsfilmkammer unter Berufsverbot gestellt worden waren.
Präsident wurde der ehemalige Hessen-Nassauische Gau-Propagandaleiter Wilhelm Müller-Scheld, Leiter der künstlerischen Fakultät wurde der Schauspieler und Regisseur Wolfgang Liebeneiner. Zu den Lehrbeauftragten zählten der Reichsfilmintendant Fritz Hippler, der Produktionschef der Ufa, Ernst Hugo Correll, der Filmarchitekt Erich Kettelhut, die Multitalente Veit Harlan und Willi Forst, der Komponist Peter Kreuder, der Dramaturg Dr. Hermann Gressieker, der Grafiker Josef Fenneker und bekannte Schauspieler wie Heinrich George, Paul Hörbiger und Viktor de Kowa.
Die Ausbildung sollte über vier Semester reichen und mit der Produktion eines Spielfilms abgeschlossen werden. Neben der künstlerischen Fakultät bestanden zwei weitere Fakultäten für Filmtechnik und Filmwirtschaft/Filmrecht. Auch das Fach „Weltanschauung“ sollte gelehrt werden. Bewerber, die sich als Student oder Gasthörer einschreiben wollten, mussten ihre „arische Abstammung“ und ihre Zugehörigkeit zur NSDAP belegen.
Als Prestigeprojekt wurde die Deutsche Filmakademie zunächst mit erheblichen Geldmitteln ausgestattet und konnte damit als Unterrichtsmaterial eine erlesene Auswahl ausländischer Filme ankaufen. Im Rahmen der durch die Nationalsozialisten vorangetriebenen städtebaulichen Umgestaltung Potsdam-Babelsbergs zu einer „Filmstadt“ sollte die Deutsche Filmakademie auch einen monumentalen Neubau in nationalsozialistischem Repräsentationsstil erhalten (Architekten Emil Fahrenkamp und Otto Kohtz). Durch den Krieg war die Einrichtung jedoch schon bald zu teuer, so dass sie im Frühjahr 1940 durch Joseph Goebbels „für die Dauer des Krieges“ geschlossen wurde. Die Planungen des Bauprojektes wurden noch bis 1943 weitergetrieben und dann eingestellt, 1944 wurde die Deutsche Filmakademie aufgelöst.